# If…
If… és una pel·lícula britànica dirigida per Lindsay Anderson, estrenada el 1968. És la primera d'una trilogia que té per protagonista Michael Travis, interpretat per McDowell, que consta de: If…, El millor dels mons possibles i Britannia Hospital.

## Argument
En un internat masculí britànic tradicional, com per exemple tipus Eton, els estudiants es rebel·len contra l'autoritat. És una barreja de cinema en blanc i negre i color, impregnat de l'esperit "hippy" de l'època, If… és un veritable ovni cinematogràfic, d'una audàcia excepcional, tocat per la gràcia de la subversió. A més de posar en dubte el sistema educatiu britànic, evitant tot maniqueisme (a diferència d'El Cercle dels poetes desapareguts), Anderson es refereix a la presa de consciència de l'homosexualitat entre els joves adolescents, els informes sadomasoquistes i, com bon iconoclasta que és, no se'n salva ni la religió ni l'exèrcit. El microcosmos de l'internat esdevé una metàfora de la confrontació generacional que  trasbalsa la societat britànica  i amenaça les seves institucions tradicionals.

## Repartiment
- Malcolm McDowell: Mick Travis
- David Wood: Johnny
- Richard Warwick: Wallace
- Christine Noonan: la noia
- Rupert Webster: Bobby Phillips
- Robert Swann: Rowntree
- Hugh Thomas: Denson
- Michael Cadman: Fortinbras
- Peter Sproule: Barnes

## Premis i nominacions
- Palma d'Or al Festival Internacional de Cinema de Canes (1969).[4]

## Al voltant de la pel·lícula
El final de la pel·lícula (els alumnes pugen a la teulada i obren foc contra els professors, estudiants i militars) és un homenatge a la pel·lícula de Jean Vigo Zero en conducta.
Quan va mirar If… Stanley Kubrick va descobrir l'actor Malcolm McDowell, a qui va donar el paper principal d'A Clockwork Orange (1971).
L'assistent del director de la pel·lícula va ser el jove Stephen Frears.